# مليكة زارا
مليكة زارا هي مغنية وملحنة ومنتجة موسيقى مزدادا في المغرب وتحمل الجنسية الأمريكية و الفرنسية. تقيم الآن في مدينة نيويورك وتغني بكل من العربية المغربية، الأمازيغية والفرنسية والإنجليزية. كانت موسيقاها على لائحة الراديو في الموسيقى العالمية .

## سيرة ذاتية
ولدت زارا في مدينة أولاد تايمة، وهي الابن الأكبر في عائلة من خمسة أطفال  لأم بربرية من الأطلس الكبير وأب من طاطا . انتقلت عائلتها إلى باريس عندما كانت صغيرة، لكنها بقيت مغربية. درست الكلارينيت في المدرسة و أصبحت مهتمة بموسيقى الجاز. درست في معاهد الجاز في تورز ومارسيليا .
انتقلت إلى مدينة نيويورك، واستقرت في النهاية في جيرسي سيتي، في عام 2010، حيث وقعت على علامة Motéma Music.

## موسيقى
تأثرت زارا بالموسيقى البربرية التقليدية، وموسيقى الكناوة، والشعبي، والموسيقى الشعبية الفرنسية، وموسيقى الجاز، والهاوس، والفانك، والرقص، والموسيقى الأفريقية التقليدية. وتاثرت شخصيا بالحاجة الحمداوية، رايس محند، فريد الأطرش، أم كلثوم، وردة الجزائرية، إلا فيتزجيرالد، بوبي ماكفيرين، ثالونيوس منك، ستيفي وندر، وأريثا فرانكلين .

## روابط خارجية
- مليكة زارا على موقع ميوزك برينز (الإنجليزية)
- مليكة زارا على موقع ديسكوغز (الإنجليزية)

- موقع رسمي
- مليكة زارا
- مراجعة في ن ب ر